# Drosophila pseudotetrachaeta
Drosophila pseudotetrachaeta är en tvåvingeart som beskrevs av Angus 1967. Drosophila pseudotetrachaeta ingår i släktet Drosophila och familjen daggflugor.
Artens utbredningsområde är Australien och Nya Guinea.